# أنتوني كوتريل
أنتوني كوتريل (بالإنجليزية: Anthony Cottrell)‏ هو لاعب اتحاد الرغبي نيوزيلندي، ولد في 10 فبراير 1907 في ويستبورت ‏ في نيوزيلندا، وتوفي في 10 ديسمبر 1988 في كرايستشرش في نيوزيلندا.